# Metsjka
Metsjka of Mechka (Bulgaars: Мечка, letterlijk vertaald ‘Beer’) is een dorp in het noorden van Bulgarije. Het dorp is gelegen in de gemeente Ivanovo in de oblast Roese. Het dorp ligt hemelsbreed ongeveer 18 km ten zuiden van Roese en 232 km ten noordoosten van Sofia.

## Bevolking
Op 31 december 2020 telde het dorp Metsjka 520 inwoners. Het aantal inwoners vertoont al jaren een dalende trend: in 1965 woonden er nog 1.772 mensen in het dorp.
| Bevolkingsontwikkeling tussen 1934 en 2020          |
| --------------------------------------------------- |
|                                                     |
| Bron: Nationaal Statistisch Instituut van Bulgarije |

In het dorp wonen nagenoeg uitsluitend etnische Bulgaren. In 2011 noemden 572 van de 573 ondervraagden zichzelf etnische Bulgaren (99,8% van alle ondervraagden), terwijl de etnische afkomst van 1 respondent onbekend was.
| Etnische samenstelling van de respondenten (2011) | Etnische samenstelling van de respondenten (2011) | Etnische samenstelling van de respondenten (2011) | Etnische samenstelling van de respondenten (2011) | Etnische samenstelling van de respondenten (2011) |
| ------------------------------------------------- | ------------------------------------------------- | ------------------------------------------------- | ------------------------------------------------- | ------------------------------------------------- |
|                                                   |                                                   |                                                   |                                                   |                                                   |
| Bulgaren                                          | Bulgaren                                          |                                                   | 99,8%                                             | 99,8%                                             |
| Turken                                            | Turken                                            |                                                   | 0,0%                                              | 0,0%                                              |
| Roma                                              | Roma                                              |                                                   | 0,0%                                              | 0,0%                                              |
| Anders/Onbekend                                   | Anders/Onbekend                                   |                                                   | 0,2%                                              | 0,2%                                              |